# ルース・アサワ
ルース・アイコ・アサワ （Ruth Aiko Asawa、日本名：浅和 愛子〈あさわ あいこ〉、1926年1月24日 –2013年8月5日）はアメリカの 彫刻家。 サンフランシスコ では"噴水の女性"として知られる。 アサワの作品はソロモン・R・グッゲンハイム美術館 、 ホイットニー美術館、デイヴィッド・ツヴィルナー・ギャラリーなどで展示されている。 サンフランシスコ芸術学校創設に尽力したことで知られ、のちにこの学校は2010年にルース・アサワ・サンフランシスコ・スクール・オブ・ザ・アートに改名された 。

## 前半生と教育
ルース・アサワは1926年にカリフォルニア州ノーウォークで生まれた。7人兄弟のうちの1人だった。
両親は日本からの移民で、連邦政府が第二次世界大戦中に日系人収容を開始するまで、父親はトラックファームを運営していた。
一家は1942年にサンタアニタの競馬場に急造された組立センターで拘束され、その後アーカンソー州のローハ戦争移転センターに送られた。 
アサワの妹、ナンシー（キミコ）は、家族が拘束されたときに日本の家族を訪れていたが、アメリカは日本からアメリカ市民の入国を阻止していたため帰国することができなかった。
この為、ナンシーは戦争の間日本での滞在を強いられた。
父・馬吉は、1942年2月にFBI職員によって逮捕され、ニューメキシコ州の収容キャンプへと送られた。
6ヶ月の間、一家には父親の生死が不明のままであった。アサワが父に再会したのは6年後であった。
父親の発見後、一家は収容キャンプに送られ、そこでアサワは芸術を学んだ。
幼少時代からアサワは芸術に興味を示していた。アサワが子供の頃、三年生を担当していた教師に勧められ自分の作品を作り始めた。その結果、1939年に学校芸術大会で賞を受賞した。この作品は何がアメリカ人たらしめるかというテーマの作品であった。これが彼女の初めての受賞であった。
収容施設の高校卒業後、戦争が続いたことで、大学のあったカリフォルニア沿岸一帯は、アメリカ市民であるかどうかに係らず日系人の立ち入りが制限されたため、アサワはミルウォーキー州立教師大学に通い美術教師を目指した。
アサワは学位を修了するために必要な練習指導につくことができず、学位を手にいれずにウィスコンシンを去った。 （1998年、ウィスコンシン州はアサワに学位を授与した）
ミルウォーキーでの最後の夏、彼女は姉のロイス（まさこ）と一緒にメキシコを訪れメキシコ大学のアートクラスに通った。彼女のクラスメートの中には、キューバの難民であるクララ・ポルセットがいた。
芸術家ヨゼフ・アルバースの友人のポルセットは、彼（アルバース）が教鞭をとるブラックマウンテン大学についてアサワに語った。

アサワは次のように回想している：
私は、それはきっと難しいことだと言いました。戦争の記憶はまだ新しく、公立学校で働くのは難しいだろうと。私の人生は危険にさらされるかもしれないと。これは神の思召しだったかもしれません。なぜなら、それが私の芸術への思いを奮い立たせ、のちに私はノースカロライナ州のブラックマウンテンカレッジに入学したからです。

1946年から1949年まで、アサワはブラック・マウンテン・カレッジにおいてヨゼフ・アルバースの元で学んだ。
アサワはアルバーズからよくある素材を用いることを学び、さまざまな技法をもってワイヤーを用いる実験をはじめた
アサワはブラック・マウンテン・カレッジのすべての学生と同じように、さまざまな芸術形式のコースを受講した。
この多分野にまたがるアプローチは、芸術的実践を形作るのに役立った。
特に、1946年と1948年のブラック・マウンテン・カレッジの夏期セッションでは
ジェイコブ・ローレンスや、写真家で歴史家のビューモント・ニューホールにジーン・バルダ、作曲家のジョン・ケージ、振付師のマース・カニンガム、芸術家のウィレム・デ・クーニング、バックミンスター・フラーらから影響を受けた。
アサワによれば、マース・カニンガムと一緒に取ったダンスコースは特に刺激を受けたという。

## 私生活
1949年に、アサワは建築家アルバート・ラニアーと結婚し、エグゼイビア（1950）、アイコ（1950）、ハドソン（1952）、アダム（1956）、アディー（1958）、ポール（1959）の6人の子供を得た。
アルバート・ラニアーは2008年に死亡した。2013年8月5日、アサワは自然死の為にカリフォルニアのサンフランシスコの自宅で死亡した。87歳であった。

## キャリア
1950年代、三次元的な線のように見える編みこまれたワイヤーを用いた抽象的な作品を試みた。
メキシコのトルーカでの滞在中に村人たちから学んだ針金からバスケットを作る技法を応用した。
アサワは次のように説明している。：

私が興味を持った理由は、線の効率性や、空間に何かを作り出すこと、そしてそれを隠さずに包み込むこと。透明性を保持しているのです。

もし私が編み込まれ組み合わされたそれらの形を作るのであれば、線でしか形取れないと気づきました。だって線はどこにだっていけるのですから。
1950年代、アサワの作った線造形物はホイットニー美術館で毎年行われている展覧会や1955年のサンパウロ・ビエンナーレなどで何度か展示され彼女を著名にした。
1962年、アサワは自然から着想を得て、束ねられた針金による造形物を作る試みを始めた 。それらの造形物はどんどんと抽象的、ないしは幾何学的な形状へと変化していった。
サンフランシスコデ・ヤング美術館のキュレーターのダニエル・コーネルは
「ルースは造形物が空間の定義と解釈においてどのような役割を果たせるかへの理解において時代の先端を行っていました」と述べ
「この側面は、その後現代アートを席巻するようになる多くのインスタレーション作品を予期させるものです」とした。
1968年、サンフランシスコ岸辺のギラデリ・スクエアに、アサワにとって初めての具象的芸術作品である人魚の噴水を制作した。
この作品でアサワは、200人の生徒に子供用粘土で数百のサンフランシスコのイメージを形どらせ、それらを鉄で鋳造して作品に用いた。
長年に渡り、その他多くの公共の噴水を設計し続け、サンフランシスコにおいてアサワは「噴水の女性」として知られるようになった。
2017年8月21日、ニューヨークのデイヴィッド・ツヴィルナー・ギャラリーはアサワの作品を収蔵した。

## 公共サービスと芸術教育活動
アサワは改革的な、特に子供達へ体験させる芸術教育の熱心な支持者で、この活動に情熱的に傾倒していた。
1968年、アサワはサンフランシスコ芸術委員会のメンバーへと任命されると、
政治家や慈善団体に対して一般のサンフランシスコ市民や幼い子供たちに有益な芸術プログラムへの支援を求めるロビー活動を開始した。
1968年、生徒向けのアルバラド芸術体験講座の共同設立に協力した。
1970年代のはじめ、これは連邦資金調達プログラムの予算を用いた職業訓練総合計画であるCETA/Neighborhood Arts Programのモデルとなり、全国で模倣されあらゆるジャンルの芸術家が雇用され市の公共事業を手がけた。
アルバラドは取り組みは芸術と園芸を融合させた手法で、アサワの農園で育った経験が反映されている。
アサワは子供たちが実際に手を動かして行う体験や「試行錯誤 (learn by doing )」が重要だと信じていた。アサワ自身がブラック・マウンテン・カレッジにおいて
活動する芸術家たちから学んだことから、子供たちがプロの芸術家たちから学ぶことの効果についても確信していた。
アサワは教室で教える教師がその他すべての責任を持ったうえで、さらに芸術を教えることはできないと考えた。
プログラムの予算の85%は学生が学ぶためにプロの芸術家やパフォーマーを招聘することに費やされた。
この方針は1982年に建てられた公立の美術高校に受け継がれた。この学校は2010年に彼女の名誉を讃え、ルース・アサワ・サンフランシスコ芸術学校に改名された 。
アサワは1976年から芸術の為の基金事業団体であるカリフォルニア芸術協議会に勤め、1989年から1997年の間、サンフランシスコ美術館の理事を務めた。

## アサワの作品
- アンドレア、ギラデリ・スクエアの人魚の噴水 (1966)
- ハイアット・ユニオンスクエアの噴水 (1973)
- ブキャナン・モール（日本人街）噴水 (1976)
- オーロラ（英語版）、サンフランシスコ沿岸の折り紙風の噴水 (1986)
- サンノゼの日経アメリカ人収容記念碑 (1994)
- サンフランシスコ州立大学記念庭園（2002）
- デイヴィッド・ツヴィルナー・ギャラリーのワイヤーによる作品群 (2017)

### ギャラリー

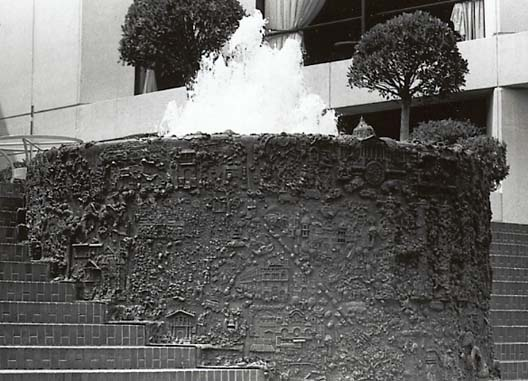
サンフランシスコの噴水 、 グランド・ハイアット・サンフランシスコ
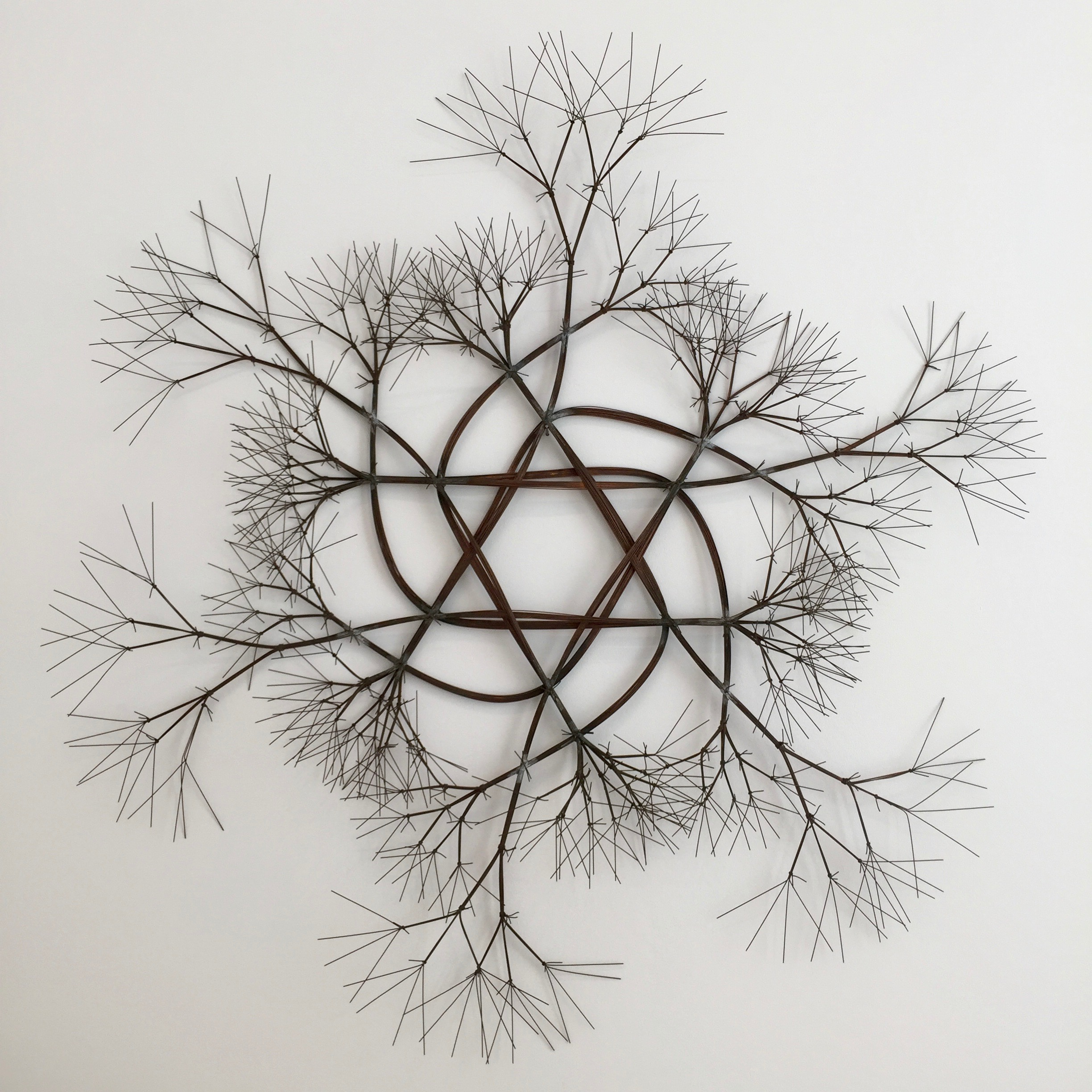
無題（S.383, 壁に掛けられた結線、中央が開き、6角形の星、6つの枝形) 1967年の作品、デイヴィッド・ツヴィルナー・ギャラリーで展示された

## 映画
- Ruth Asawa: Of Forms & Growth (1978) [25]